# Jan Kjær
Jan Kjær (født 31. december 1971 i Aarhus) er en dansk forfatter, grafiker og AD'er. Han er primært kendt for sine talrige børnebøger, blandt andet om Nomerne og Taynikma. Han har også skrevet lærebøger blandt andet om at tegne og om at udvikle plot til historier.
Sammen med Merlin P. Mann modtog han prisen for Bedste tegneserie ved Rola-prisen for Taynikma – Skyggeskoven. Året efter modtog Kjær Orla-prisen i kategorien Bedste fagbog for Taynikma – tegneskole.

### Super-serien
- Gekko, Agama (2021)
- Rubina, Agama (2021)
- Arkon mod Englen, Agama (2021)

### Nomer-serien
- Den magiske nom, Agama (2012)
- Nomertræets helte, Agama (2012)
- Dragesværdet, Agama (2012)
- Nomernes hemmelige beskytter, Agama (2013)
- Nomenes vilde væddeløb, Agama (2013)
- Trikozappen, Agama (2014)
- Manta og Skovpiraterne, Agama (2015)
- Den eventyrlige rejse, Agama (2015)
- Viljetyven 1, Agama (2016)
- Viljetyven 2, Agama (2017)
- Hajsværdet, Agama (2017)
- Viljetyven 3, Agama (2018)
- Skønhedsdrikken, Agama (2020)
- Rollespillet, Agama (2021)

### Taynikma-serien
- Mesteryven, People's Press (2005)
- Rotterne, People's Press (2005)
- Soltårnet, People's Press (2006)
- De glemte katakomber, People's Press (2006)
- Den hemmelige arena, People's Press (2006)
- Klanernes kamp, People's Press (2006)
- Henzels fælde, People's Press (2006)
- Skyggeskoven, People's Press (2006)
- Lyses fæstning, People's Press (2007)
- Den sidste kamp, People's Press (2005)
- Skyggebæsterne, People's Press (2010)
- Teneborea, People's Press (2010)
- Sarinas mareridt, People's Press (2011)
- Den skjulte fjende, People's Press (2011)
- Artans valg, People's Press (2012)
- Skyggekongen, People's Press (2012)
- Flint, People's Press (2018)
- Sola, People's Press (2018)
- Niko, People's Press (2018)

### Øvrige
- Vor Fruens Orden, Fønix (1995)
- Lær at tegne fantasy, Politikens Forlag (2007)
- Taynikmas Tegneskole, People's Press (2008)
- Mangaens Magi, Carlsen manga (2008)
- Det gode plot, Agama (2019)